# Peter D. Mitchell
Peter Dennis Mitchell (Mitcham, Surrey, Anglaterra 1920 - Bodmin 1992) fou un bioquímic anglès guardonat amb el Premi Nobel de Química l'any 1978.

## Biografia
Va néixer el 29 de setembre de 1920 a la població de Mitcham, situada al comtat de Surrey. Va estudiar a la Universitat de Cambridge, on es llicencià en Ciències Naturals, i posteriorment es doctorà en bioquímica l'any 1951.
L'any 1943 acceptà treballar en el Departament de Bioquímica d'aquesta universitat, renunciant l'any 1955. L'any 1961 acceptà la petició de Michael Swann per esdevenir director del Departament de Biologia de la Facultat de Zoologia de la Universitat d'Edimburg. A partir de l'any 1964 fou director del Laboratori d'Investigacions de Glynn, població situada a Cornualla. Va morir el 10 d'abril de 1992 a la població de Bodmin, situada al comtat de Cornualla.

## Recerca científica
Interessat inicialment en la penicil·lina, a partir de 1961 treballà en l'estudi sobre l'emmagatzematge de l'energia en els éssers vius per ser posteriorment transportada als punts d'utilització per mitjà de les molècules de Trifosfat d'adenosina (ATP). Mitjançant la seva recerca comprovà com la ruptura de l'enllaç en un dels grups d'ATP provoca l'aparició de l'ADP o difosfat d'adenosina, que allibera una energia immediatament disponible. Gràcies a l'energia subministrada per la respiració humana l'ADP aconsegueix esdevenir novament ATP, procés anomenat fosforilació oxidativa.
L'any 1978 fou guardonat amb el Premi Nobel de Química pels seus treballs sobre l'intercanvi d'energia biològica per mitjà de la teoria de la química osmòtica.